# 1-variedad

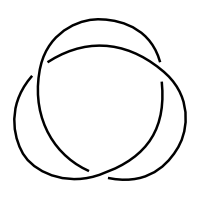
Ejemplo de curva o 1-variedad diferenciable, que también es cerrada, es decir, es la imagen de un mapeo inyectivo:. Esta curva es un nudo llamado el nudo trébol.

En topología una 1-variedad es un espacio topológico de dimensión uno.
Por ejemplo, la recta numérica y la circunferencia son 1-variedades sin frontera mientras que los intervalos (acotados) son 1-variedades con frontera.
Es también cierto que las trayectorias (no necesariamente diferenciables) y que no se auto intersecan, son variedades 1-dimensionales topológicas.

## Clasificación
Desde el punto de vista topológico tenemos —para uno-variedades conexas— los siguientes tipos homeomorfos:
- a la recta numérica: conjuntos infinitamente largos (bilateralemente) y sin frontera.
- al rayo: conjuntos infinitamente largos (unilateralemente) y con una frontera de un solo punto.
- a los intervalos: conjuntos infinitos pero acotados, con dos fronteras de dos puntos disjuntos.
- al círculo: conjuntos infinitos, acotados y sin frontera.

Para los disconexos se toman cualquiera de los tipos de arriba para encontrar la combinación apropiada.

## Nociones relacionadas
- curva
- trayectoria
- Círculo o 1-esfera
- nudo
- Nudo tórico
- enlace
- trenza (braid)
- grupo fundamental
- grupo de trenzas